# BLACK BOX (브라운 아이드 걸스의 음반)
《BLACK BOX》는 대한민국의 음악 그룹 브라운 아이드 걸스의 다섯 번째 정규 음반이다. 2013년 7월 29일 로엔 엔터테인먼트를 통해 발매되었다.